# ملعب سيوداد دي لا بلاتا
ملعب سيوداد دي لا بلاتا (بالإنجليزية: Estadio Ciudad de La Plata)‏ هو ملعب كرة قدم يقع في لابلاتا، الأرجنتين، يتسع لـ 53,000 متفرج.

## التاريخ
بدأ بناء الملعب في 1997 وافتتح في يونيو 7, 2003. كانت تكلفة إنشاء الملعب 100 مليون دولار.

## أهم الأحداث التي استضافها
- كوبا أمريكا 2011